# التهاب الملتحمة السفعي
الْتِهابُ المُلْتَحِمَةِ السَّفْعِيُّ أو الأكتيني هو التهاب في العين ينتج مِنَ التّعرض لفترات طويلة للأشعة فوق البنفسجية، وتشمل الأَعراض احْمِرار وتَوَرُم في العين. غالبًا ما يكونُ الالْتهابُ ناتجاً عَن التّعرض لفترات طويلة لأضواء كْليغ أو المصابيح العِلاجية أو مَشاعل الأسيتيلين، تشمل الأسماء الأخرى لهذه الحالة التهاب كليغ المُلْتَحِمي، وحرق العين، والْتِهابُ المُلْتَحِمَةِ الوَمْضِيُّ، والْتِهابُ مُلْتَحِمَةِ عُمَّالِ اللَّحَّام، والْتِهابُ القرنية والملتحمةِ الوَمْضِيّ، والرَّمَدُ الضِّيَائِيّ، والرّمد بالأشعة السينية، والرَّمَدُ بالأَشعة فوق البَنَفْسَجية.

## الأعراض
يَنتُج الْتهابُ المُلتًحمةِ من التّعرض للأشعة السافعة (الأكتينية)، وتشمل الأعراض حدوث احمرار وتَوَرُم.

## الأسباب
يَنتشرُ التهابُ الملتحمةِ بين أطفال مُرتفعاتِ الإكوادور، وتُؤيدُ هذه النّتيجة فَرَضيةَ أنّ التّعرضُ لفترةٍ طويلةٍ لأشعةِ الشّمس على ارتفاع - في الغلاف الجوي الأقل كثافة (مع انخفاض امتصاص الأشعة فوق البنفسجية الناتجة)- هو السّببُ الرئيسيُ للإصابة.